# Hicetia goediana
Hicetia goediana är en bönsyrseart som beskrevs av Lucien Chopard 1916. Hicetia goediana ingår i släktet Hicetia och familjen Mantidae. Inga underarter finns listade i Catalogue of Life.